# La Selva (Huesca)
Para otros usos véase Selva (desambiguación).
La Selva (A Selva en aragonés) es una masía aragonesa (España) del municipio de La Fueva, en la comarca del Sobrarbe y provincia de provincia de Huesca. Actualmente está despoblada.
La Selva se hallan en el valle del barranco de Clamosa, en las faldas de la sierra del Turón, en el extremo sur de la comarca del Sobrarbe por la margen oriental del río Cinca. No forma parte de la subcomarca natural de La Fueva, sino que se confronta con Abizanda y Escaniella a la izquierda del río, en pleno valle del Cinca. Se compone de una sola casa con sus bordas y pajeros, deshabitada desde que s' abadonaron las poblaciones más cercanas como Clamosa, Caneto y Lapenilla. el núcleo despoblado de Bediello, formado por dos viviendas, se encuentra a unos cien metros por debajo de La Selva.
La masía de La Selva tenía numerosas propiedades en los alrededores y sus amos declararon en 1944 tener 3 hectáreas de propiedad en la cuenca del barranco de Clamosa, la margen de Bediello, además de los derechos de explotación en el molino de aceite de Clamosa, al lado del río Cinca y bajo las aguas del embalse de El Grado.